# Carne de venado

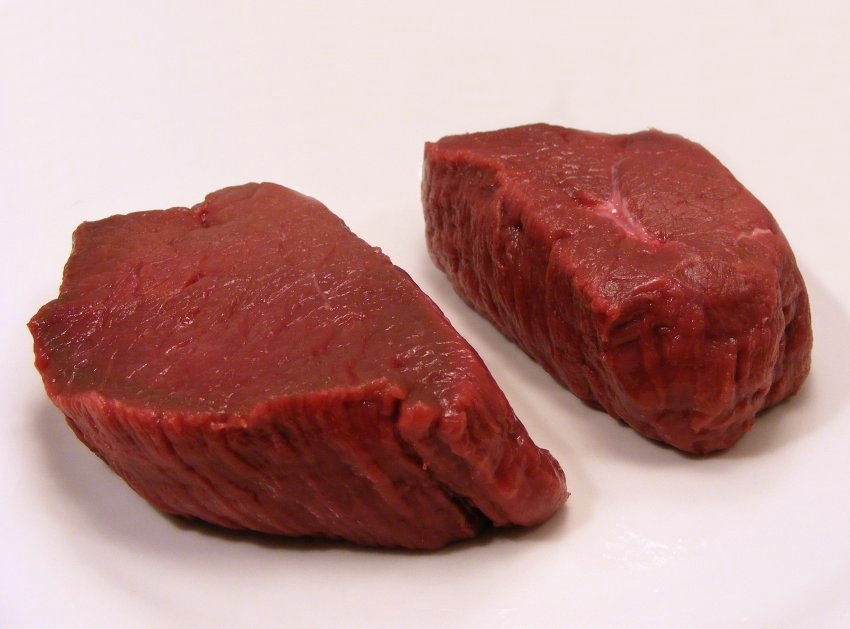
Filetes de venado.

Venado (del latín venātus, ‘caza’) es el término culinario para la carne procedente de miembros de la familia de los cérvidos. Por ejemplo, la carne de ciervos, renos o alces, ya sean cazados o criados en cautividad, recibe este nombre.
Antiguamente el término se usaba para aludir a la carne de cualquier animal de caza mayor, pero actualmente su uso se restringe a la de las diversas especies de cérvido (Cervidae).

## Usos
El venado puede comerse en filetes, turnedós, asados, salchichas, cecina , hamburguesas , pâté, salchichón, curado o picado. Tiene un sabor parecido a la ternera. Tiende a tener una textura más fina y ser más magra que los cortes equivalentes de ternera, pero también puede resultar dura.

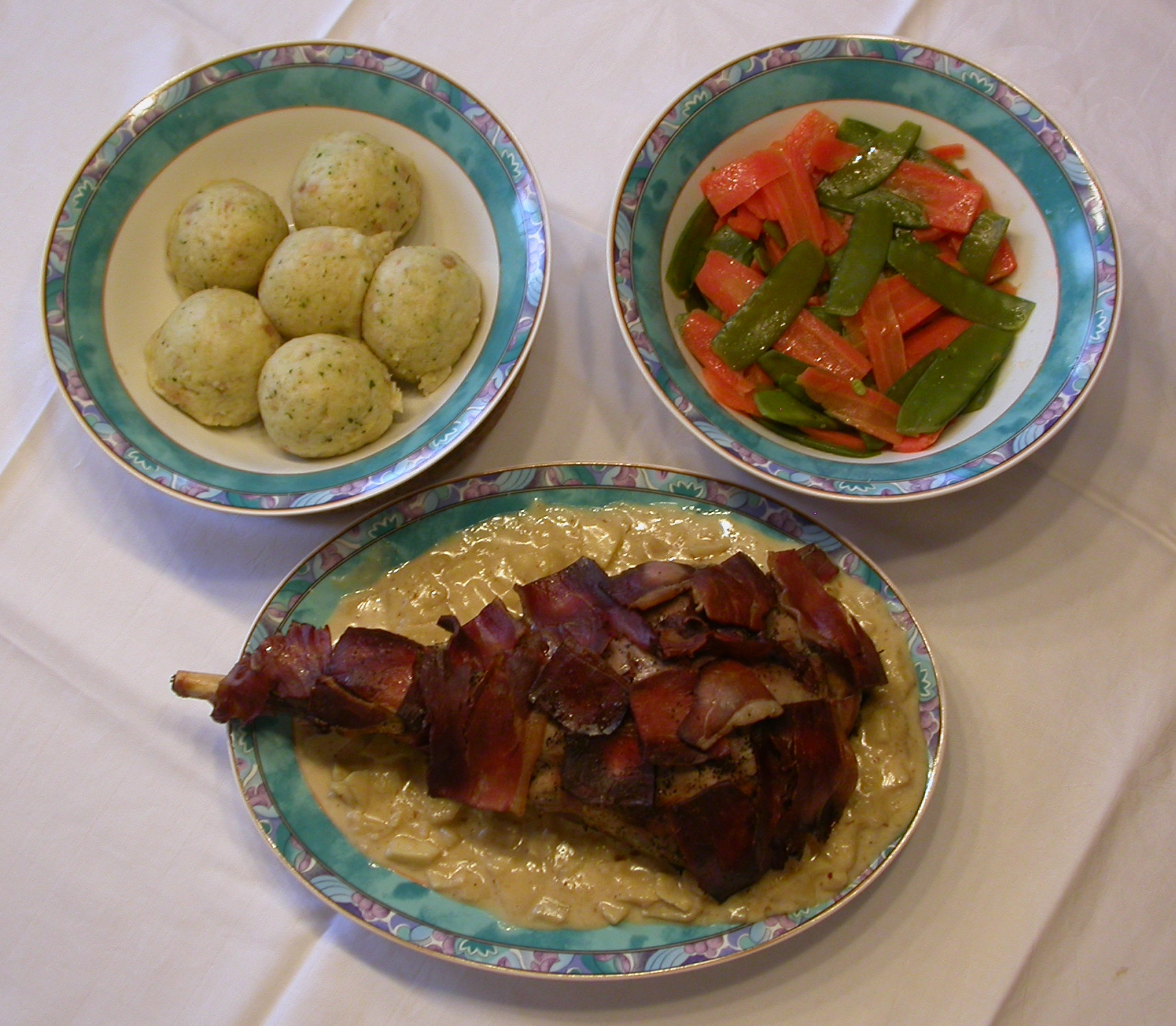
Pierna de venado sobre salsa de manzana con bola y verduras.

A veces se consumen también las asaduras, pero no se las llama «venado» sino que se prefiere el término «ciervo» (como en el pastel de ciervo). El venado tiene menos calorías, colesterol y grasa que la mayoría de los cortes de ternera, cerdo y cordero, aproximadamente unas 158 kcal por cada 100 g, y es una fuente práctica de los siguientes micronutrientes: niacina, potasio, fósforo, hierro, selenio y zinc.
El venado ha gozado de una creciente popularidad en los últimos años, debida a su menor contenido en grasa. Además, el venado puede a menudo obtenerse a menor coste que la ternera mediante cacería (en algunas zonas las licencias de caza son baratas). En muchas regiones este incremento de demanda ha llevado al desarrollo de las granjas de ciervos. La que una vez fue considerada una carne para habitantes rurales poco sofisticados se ha convertido en tan exótica como la de avestruz para los urbanitas.[cita requerida] La cecina de venado puede adquirirse con relativa facilidad. Las hamburguesas de venado suelen tener tan poca grasa que se necesita añadirla en forma de panceta, aceite de oliva, aceite de chufa, aceite de chía o aceite de linaza, o bien mezclarlas con ternera, de forma que se asemejen al resto de hamburguesas en tiempo de cocción, textura y sabor. Algunos criadores de venado han expresado su interés por variedades con más grasa que produzcan carne con mayor marmoleo.
Dado que se desconoce si la caquexia crónica, una encefalopatía espongiforme transmisible entre ciervos (parecida a la enfermedad de las vacas locas), puede saltar del venado a los humanos gracias al consumo de carne, ha habido temores de contagio. Recientemente se han dado casos de la enfermedad en granjas de Estados Unidos y Europa (en Escandinavia). Uno de los principales orígenes de carne de venado de granja es Nueva Zelanda, país libre de caquexia crónica.[cita requerida] Los granjeros cuentan ya con pruebas desarrolladas especialmente para las especies que crían, que obtienen mejores resultados que las usadas para las vacas.
El venado está ampliamente disponible en los supermercados europeos durante la temporada de caza tradicional (de octubre a diciembre), a pesar de que se exige una inspección previa en toda la Unión Europea. Los principales cortes comercializados en este mercado son los procedentes de la espalda y la pierna. También se puede encontrar cortada para estofado, incluso congelada. Además, hay algunos mataderos donde se sacrifican ciervos de granja.
En Estados Unidos hay menos carne disponible debido a la exigencia de inspección previa por parte del USDA. Hay muy pocos mataderos que sacrifiquen ciervos en el país, destinándose la mayoría de esta carne a restaurantes. La mayoría del comercializado en el segmento minorista procede de Nueva Zelanda.